# بطاريق عملاقة ماربلزية
البطاريق العملاقة الماربلزية (الاسم العلمي: Palaeeudyptes marplesi) وتُسمى اختصارًا البطاريق الماربلزية، هي نوعٌ ضخمٌ من البطاريق المنقرضة والتي تتبع جنس البطاريق العملاقة. كان طوله يتراوح ما بين 105-145 سم (3 أقدام و5 بوصات - 4 أقدام و9 بوصات) في الحياة، وهو أكبر من بطريق الإمبراطور الحالي.